# Hatzfeldhafen
Hatzfeldhafen (auch Hatzfeldthaven oder Hatzfeldhaven, englisch: Hatzfeldt Harbour) ist ein kleiner Ort an der Nordostküste der Madang-Provinz von Papua-Neuguinea. Der Name geht vermutlich auf den deutschen Diplomaten Paul von Hatzfeldt-Wildenburg (1831–1901) zurück. Die Schreibung „Hatzfeldhafen“ richtet sich nach dem Deutschen Kolonial-Lexikon, obwohl „Hatzfeldthafen“ zur Zeit der deutschen Kolonialverwaltung gebräuchlicher war.

## Geographische Lage
Hatzfeldhafen liegt an der Bismarcksee südöstlich von Podbielski Point, einem Ort, der nach dem deutschen Offizier und Politiker Victor von Podbielski benannt ist. In der Nähe befindet sich auch die Distrikthauptstadt Bogia.  
Hatzfeldhafen hat einen Flughafen mit dem IATA-Code HAZ. 

## Geschichte
Der Hafen mit seinen zwei vorgelagerten Inseln wurde 1885 vom deutschen Forscher Otto Finsch entdeckt und zunächst „Samoahafen“ benannt. Die Siedlung wurde am 21. Dezember 1885 als zweite Station der Neuguinea-Kompagnie nach Finschhafen gegründet und erhielt im Februar 1888 eine Postanstalt. Am 13. März 1888 wurde bei Hatzfeldhafen die 8 m hohe Flutwelle eines Tsunami beobachtet, der durch den Ausbruch des Vulkans auf der Ritter-Insel ausgelöst worden war. 
Ein Problem des Standortes blieben zunächst die ständigen Konflikte mit Teilen der lokalen Bevölkerung. Ursache waren missliche Zustände auf der Kompagnie-Plantage von Hatzfeldhafen gewesen, welche mit Bestrafungsaktionen gegen die Einheimischen vorging. Diese Auseinandersetzung eskalierte in der Zeit zwischen dem 22. und dem 27. Mai 1891 mit blutigen Übergriffen, wobei zuerst zwei Missionare der Rheinischen Missionsgesellschaft, Wilhelm Scheidt und Friedrich Bösch ermordet wurden, die unschuldig zwischen den Fronten standen. Außerdem fiel diesem Angriff vom 26. Mai 1891 der Stationsassistent der Neuguinea-Kompagnie, Bodo von Moisy zum Opfer. Neben der Ermordung von weiteren einheimischen Mitarbeitern des Konsortiums in dieser Zeit wurde am 14. August in Tombenam bei Hatzfeldhafen der Kompagnie-Arbeiteraufseher Ludwig Müller getötet.  Nach diesen Ereignissen wurde am 9. November 1891 das Postamt geschlossen und am 18. November 1891 die gesamte Station aufgegeben. Erst einige Jahre später erfolgte die Neugründung, diesmal durch die katholische Steyler Mission.

## Trivia
Eine der etwa 800 Sprachen in Papua-Neuguinea, die im Jahr 2003 von 1.390 Menschen gesprochen wurde, heißt Hatzfeldthafen-Sprache oder Mala.  